# Теорема об универсальных коэффициентах
Теорема об универсальных коэффициентах в алгебраической топологии устанавливает связь между целочисленными гомологиями топологического пространства X и его гомологиями с коэффициентами в произвольной абелевой группе A. Она утверждает, что группы целочисленных гомологий {\displaystyle H_{i}(X,\mathbb {Z} )} полностью определяют группы {\displaystyle H_{i}(X,A)}, причём гомологии могут быть как симплициальными так и сингулярными — это общий результат гомологической алгебры о цепных комплексах свободных абелевых групп.

## Утверждение теоремы
Рассмотрим тензорное произведение
{\displaystyle H_{i}(X,\mathbb {Z} )\otimes A}.
Теорема утверждает, что существует инъективный гомоморфизм этой группы в {\displaystyle H_{i}(X,A)} с коядром
{\displaystyle {\mbox{Tor}}(H_{i-1}(X,\mathbb {Z} ),A)}.
Другими словами, существует естественная короткая точная последовательность
{\displaystyle 0\rightarrow H_{i}(X,\mathbb {Z} )\otimes A\rightarrow H_{i}(X,A)\rightarrow {\mbox{Tor}}(H_{i-1}(X,\mathbb {Z} ),A)\rightarrow 0.}
Более того, эта последовательность расщепляется, но расщепление не является естественным.

## Теорема об универсальных коэффициентах для когомологий
Существует аналогичная теорема для когомологий, вовлекающая функтор Ext, которая утверждает, что существует короткая точная последовательность
{\displaystyle 0\rightarrow {\mbox{Ext}}(H_{i-1}(X,\mathbb {Z} ),A)\rightarrow H^{i}(X,A)\rightarrow {\mbox{Hom}}(H_{i}(X,\mathbb {Z} ),A)\rightarrow 0.}
Как и в случае гомологий последовательность расщепляется, хотя и не естественным образом.